# Desmosina
La desmosina è un amminoacido raro formato dall'unione di catene laterali allisiniche e di lisina. Possiede formula molecolare C24H40N5O8, peso molecolare 526,60 e numero CAS 11003-57-9.
Insieme alla isodesmosina è presente nella matrice dell'elastina dove contribuisce alla formazione dei legami cross-link ed è responsabile della caratteristica colorazione gialla.